# Погребняк, Мария Владимировна
Мария Владимировна Погребняк (род. 1 июля 1996, Гатчина) — российская регбистка, нападающая клуба «ЦСКА» и женской сборной России по регби-7. Мастер спорта России.

## Биография
С детства занималась лёгкой атлетикой, однако в какой-то момент подумывала вообще прекратить профессиональную карьеру. На переход в регби Марию вдохновила тренер по регби Екатерина Ксенофонтова, которая провела смотры нескольких спортсменок. Регби занимается с 2016 года, первый тренер — Андрей Кузин. Выступает под его руководством в «ВВА-Подмосковье», при этом чуть более двух лет играла не в полную силу из-за незалеченной до конца травмы колена.
В составе дубля женской сборной России с 2017 года. 23 февраля 2021 года Мария дебютировала в женской сборной по регби-7 на турнире в Мадриде, на котором россиянки одержали победу. В июне выиграла с женской сборной чемпионат Европы по регби-7, проходивший в два этапа в Лиссабоне и Москве.
В июле 2021 года включена в заявку команды ОКР на Олимпиаду в Токио.